# Življenje kurtizane Oharu
Življenje kurtizane Oharu (japonsko 西鶴一代女, Hepburn Saikaku Ichidai Onna) je japonski črno-beli dramski film iz leta 1952, ki ga je režiral Kendži Mizoguči in zanj tudi napisal scenarij skupaj z Jošikatom Jodo. Temelji na več zgodbah iz romana Kōshoku Ichidai Onna Saikakuja Ihare iz leta 1686. V naslovni vlogi igra Kinujo Tanaka kot Oharu, nekoč priležnica daimjoja in mati njegovemu nasledniku, ki stalno beži pred stigmo prostitucije, v katero jo je bil prisilil oče. 
Film je bil premierno prikazan 17. januarja 1951 in naletel na dobre ocene kritikov. Osvojil je mednarodno nagrado na Beneškem filmskem festivalu in bil nominiran za zlatega leva. Ičiro Saito je osvojil nagrado Mainiči za najboljšo glasbeno podlago. Na strani Rotten Tomatoes ima oceno 100%.

## Vloge
- Kinujo Tanaka kot Oharu
- Cukie Macuura kot Tomo
- Ičiro Sugai kot Šinzaemon
- Toširo Mifune kot Kacunosuke
- Tošiaki Konoe kot Harutaka Macudaira
- Hisako Jamane kot ga. Macudaira
- Jukiči Uno kot Jakiči Ogija
- Kijoko Cudži kot stanodajalka
- Eitaro Šindo kot Kahe Sasaja
- Akira Oizumi kot Fumikiči
- Kjoko Kusadžima kot Sodegaki
- Masao Šimizu kot Kikuodži
- Daisuke Kato kot Tasaburo Hišija
- Toranosuke Ogava kot Jošioka
- Hiroši Oizumi kot Bunkiči
- Harujo Ičikava kot Ivabaši
- Juriko Hamada kot Ocubone Jošioka
- Noriko Sengoku kot Sakurai
- Sadako Savamura kot Ovasa
- Masao Mišima kot Taisaburo Hišija
- Eidžiro Janagi kot ponarejevalec
- Čieko Higašijama kot Mjokai
- Takaši Šimura kot starec
- Benkei Šiganoja kot Džihei
- Komako Hara kot Ocubone Kuzui